# La Montañita
La Montañita ist eine Gemeinde (municipio) im Departamento Caquetá in Kolumbien.

## Geographie
La Montañita liegt im Westen von Caquetá, etwa 32 km von Florencia entfernt auf einer Höhe von 450 Metern und hat eine Durchschnittstemperatur von 27 °C. La Montañita liegt am Fuße der Anden am Übergang zum Amazonasgebiet. An die Gemeinde grenzen im Norden Florencia und El Paujil sowie Garzón im Departamento del Huila, im Osten El Paujil und Cartagena del Chairá, im Süden Solano und im Westen Milán und Florencia.

## Bevölkerung
Die Gemeinde La Montañita hat 24.323 Einwohner, von denen 5186 im städtischen Teil (cabecera municipal) der Gemeinde leben (Stand: 2019).

## Geschichte
Die ersten Bewohner des heutigen La Montañita waren die Uitoto. Der erste Europäer, der das Gebiet betrat, war 1541 Hernán Pérez de Quesada auf der Suche nach Eldorado. Eine zunehmende Besiedlung der Region erfolgte ab etwa 1875 mit dem Ziel, Chinarinde und Kautschuk zu gewinnen. Der Ort selbst wurde 1941 gegründet. Seit 1955 hat La Montañita den Status einer Gemeinde.

## Wirtschaft
Der wichtigste Wirtschaftszweig von La Montañita ist die Rinder- und Milchproduktion. Zudem spielt der Anbau von Kakao eine gewisse Rolle. Weitere landwirtschaftliche Anbauprodukte sind Mais, Reis, Zuckerrohr, Bananen, Maniok, Kaffee und Obst.

## Verkehr
Das urbane Zentrum von la Montañita befindet sich 35 Minuten vom Flughafen von Florencia entfernt. Es besteht über eine Fernstraße eine Anbindung an Florencia und das Landesinnere. Darüber hinaus gibt es kleinere Straßen, die La Montañita mit anderen Gemeinden in Caquetá verbinden. Über Puerto Arango in der Gemeinde Florencia, 20 Minuten vom urbanen Zentrum von La Montañita entfernt, besteht zudem eine Anbindung an das schiffbare Flusssystem der Region über den Río Orteguaza, der die Grenze zur Gemeinde Florencia bildet.